# Euphorbia derickii
Euphorbia derickii es una especie fanerógama perteneciente a la familia Euphorbiaceae. 

## Distribución y hábitat
Es endémica de México, donde se encuentra en Guanajuato, Michoacán y en Morelos en el municipio de Miacatlán: ejido Coatetelco, 10 km al E de Mazatepec.

## Taxonomía
Euphorbia cremersii fue descrita por Victor W. Steinmann y publicado en Novon 15(1): 219–221, f. 1. 2005.
Etimología
Euphorbia: nombre genérico que deriva del médico griego del rey Juba II de Mauritania (52 a 50 a. C. - 23), Euphorbus, en su honor – o en alusión a su gran vientre –  ya que usaba médicamente Euphorbia resinifera. En 1753 Carlos Linneo asignó el nombre a todo el género.
derickii: epíteto otorgado por Victor W. Steinmann en honor de su padre Derick Otis Steinmann (1943 - 2002).